# Dina Meza
Dina Meza (Cofradía, Cortés, 1962) é uma reconhecida jornalista, defensora dos direitos humanos e fundadora da PEN Honduras, uma organização de apoio a jornalistas em risco. 

## Trabalho e activismo
O abuso e violação de direitos humanos é o foco do trabalho de Meza. Em 1989, o irmão mais velho de Meza foi raptado e torturado por militares, o que a motivou a começar a denunciar abusos de direitos humanos nas Honduras. Os seus três filhos também são referidos por ela como uma motivação para continuar o seu trabalho, apesar dos perigos a que está exposta.
Desde 1992 que Meza tem trabalhado como jornalista.  Ela fundou e é editora do Pasos de Animal Grande, um jornal on-line que documenta violações de direitos humanos nas Honduras como forma de dar mais visibilidade ao seu trabalho e de contornar a censura que o seu trabalho está sujeito no seu país de origem. 
Em 2012, ela fez parte do Comité de Famílias de Detidos e Desaparecidos nas Honduras (COFADEH).  Em 2016, Meza reportou o assassinato de Berta Caceres, uma activista ambiental.
Meza criou uma organização chamada Periodismo y Democracia - Journalism & Democracy, com o objetivo de prestar maior proteção aos jornalistas nas Honduras e de partilhar o seu trabalho sem estar sujeita a censura. Ela é a fundadora e actual presidente do PEN Honduras, uma organização que apoia jornalistas em risco.

## Ameaças e assédio
O tipo de trabalho desenvolvido por Meza tem levado a que ela e sua família tenham sofrido várias ameaças de violência e casos de assédio, incluindo ameaças explícitas de violência sexual. Em 2006, Dionisio Diaz Garcia, advogado da revista online Revistazo, da qual Meza é uma das co-criadoras, foi baleado e morto na sequência de uma investigação sobre violações de direitos laborais levadas a cabo por empresas de segurança privada nas Horduras. 
Em 2013, devido ao intenso assédio e à acumulação de ameças à sua segurança, Meza esteve cinco meses exilada. Em 2015, Meza revelou ter sido objecto de 36 casos de ameças à sua integridade física só entre Janeiro e Outubro desse ano.

## Prémios e reconhecimentos
- 2007 - Recebeu o prémio especial da Amnistia Internacional do Reino Unido para jornalistas em risco.[9]

- 2014 - Foi-lhe atribuído o Prémio Internacional Oxfam Novib/PEN pela Liberdade de Expressão. [4]

- 2014 - Meza foi nomeada como uma das "100 Heróis e Heroínas da Informação" pela Repórteres Sem Fronteiras.[13]
- 2020 - Foi galardoada com o Sir Henry Brooke Awards [14]

## Ligações Externas
- Dina Meza on the risks of working as a journalist in Honduras (2020)
- Discurso de Dina Meza's ao receber o Sir Henry Brooke Awards 2020